# Vancouver WCT
Il Vancouver WCT è stato un torneo di tennis facente parte del World Championship Tennis giocato dal 1970 al 1973 a Vancouver in Canada.  

## Albo d'oro

### Singolare
| Anno | Vincitore     | Finalista     | Punteggio          |
| ---- | ------------- | ------------- | ------------------ |
| 1970 | Rod Laver     | Roy Emerson   | 6–2, 6–1, 6–2      |
| 1971 | Ken Rosewall  | Tom Okker     | 6–2, 6–2, 6–4      |
| 1972 | John Newcombe | Marty Riessen | 6–7, 7–6, 7–6, 7–5 |
| 1973 | Tom Gorman    | Jan Kodeš     | 3–6, 6–2, 7–5      |

### Doppio
| Anno | Vincitori                   | Finalisti                   | Punteggio               |
| ---- | --------------------------- | --------------------------- | ----------------------- |
| 1970 | Roy Emerson Rod Laver       | Pierre Barthès Nikola Pilić | 6–1, 6–4, 6–3           |
| 1971 | Roy Emerson Rod Laver       | John Alexander Phil Dent    | 5–7, 6–7, 6–0, 7–5, 7–6 |
| 1972 | John Newcombe Fred Stolle   | Cliff Drysdale Allan Stone  | 7–6, 6–0                |
| 1973 | Pierre Barthes Roger Taylor | Tom Gorman Erik Van Dillen  | 5–7, 6–3, 7–6           |